# Guida alle ricette d'amore
Guida alle ricette d'amore (The Food Guide to Love) è un film del 2013 diretto da Dominic Harari e Teresa Pelegri.

## Distribuzione
Il film è stato distribuito in Francia il 18 dicembre 2013 ed è stato in seguito proiettato ad alcuni festival internazionali: al Festival internazionale del cinema di Berlino (11 febbraio 2014), al Jameson Dublin International Film Festival (11 febbraio 2014) e al Málaga Film Festival (23 marzo 2014). È stato poi regolarmente distribuito nelle sale in Spagna dal 9 maggio e in Irlanda dal 13 giugno 2014.
In Italia il film è andato in onda direttamente su Sky Cinema nel febbraio 2015.